# وست اند، ونکوور
وست اند، ونکوور (انگلیسی: West End, Vancouver) یک محله در ونکوور، بریتیش کلمبیا، کانادا، واقع بین محله کوال هاربر و مناطق تجاری مالی و مرکز شهر ونکوور در شرق، پارک استنلی در شمال غربی، انگلیش بی، ونکوور در غرب، و کیتسیلانو در جنوب غربی در دهانه فالس کریک است.